# Bollé (Méguet)
Pour les articles homonymes, voir Bollé.
Bollé est une commune rurale située dans le département de Méguet de la province du Ganzourgou dans la région du Plateau-Central au Burkina Faso.

## Géographie
Bollé est situé à environ 7 km au sud-ouest de Méguet, le chef-lieu du département.

## Santé et éducation
Le centre de soins le plus proche de Bollé est le centre de santé et de promotion sociale (CSPS) de Méguet tandis que le centre médical avec antenne chirurgicale (CMA) se trouve à Zorgho.